# 切尔滕纳姆诸圣堂
切尔滕纳姆诸圣堂（英語：All Saints Church）是英格兰格洛斯特郡切尔滕纳姆的一座一级登录建筑、英格兰圣公会的一个堂区教堂。 
诸圣堂属于英格兰圣公会的安立甘大公派，拒绝妇女担任圣职。

## 历史
这座教堂由建筑师约翰·米德尔顿建于1865年至1868年。1907年进行了翻新。

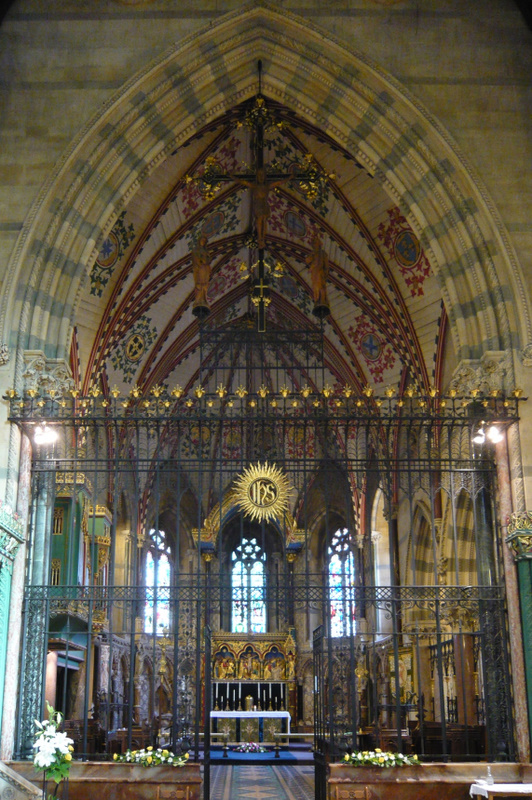
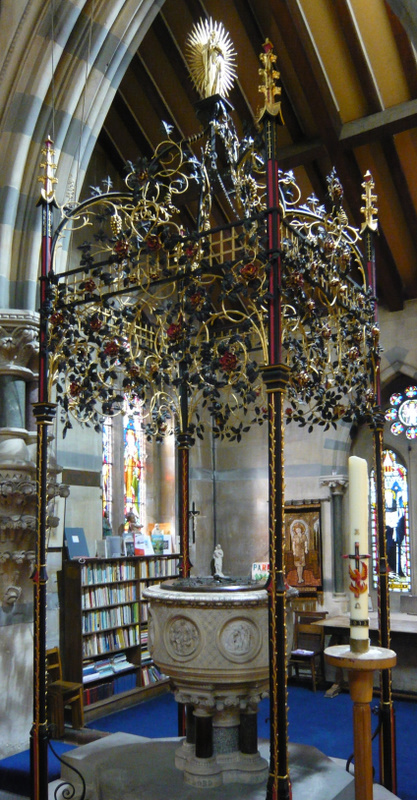